# Тополц
Тополц (словен. Topolc) — поселення в общині Ілірська Бистриця, Регіон Нотрансько-крашка, Словенія. Висота над рівнем моря: 412,6 м.